# Jean-Marie Bayol
Pour les articles homonymes, voir Bayol.
Jean-Marie Bayol est un administrateur colonial, explorateur, ethnographe et homme politique français né le 24 décembre 1849 à Eyguières (Bouches-du-Rhône) et décédé le 3 octobre 1905 à Paris. Il est notamment gouverneur de la Guinée, l'un des fondateurs de Conakry. Il œuvre ensuite au Dahomey. De retour en France, il devient sénateur, de la Gauche démocratique.

## Biographie
Jean Bayol est le fils de Jean-Baptiste Bayol, un marchand de tissu très aisé.
Étudiant en médecine, il entre dans le service de santé des armées. Docteur en 1874, il devient médecin militaire de la Marine et s'embarque pour différents voyages sur les cotes africaines.

## Missions

### Afrique de l'ouest et Guinée
En 1881, il intègre l'administration coloniale. Il est l'un des fondateurs de Conakry, dont il dessine le plan. Il explore l'intérieur de l'Afrique de l'ouest, étendant l'influence française.
Le 12 octobre 1883, il est nommé lieutenant-gouverneur des Rivières du Sud (1883-1887) ; son administration est installée à Gorée, au Sénégal, mais il est la plupart du temps en déplacement dans la région qui lui est confiée. Il est ensuite gouverneur de la Guinée française (1887-1892), lorsque cette colonie est détachée du Sénégal.

### Dahomey
Il entre en poste au Dahomey en 1890. À l'époque, Porto-Novo et le roi Toffa sont sous protectorat français. Cependant, ils subissent des attaques répétées venant du nord, du roi d'Abomey et de ses guerriers.
Les discussions avec le roi Glélé, puis son fils Kondo qui deviendra le roi Behanzin vont être difficiles. Les discussions échoppent entre autres sur les droits de douane à Cotonou et les limites de territoires contrôlés à l'est par les Anglais et au nord et dans le reste du pays par le royaume du Dahomey.
Il est rappelé à Paris en 1892 avant la seconde guerre du Dahomey.
Il a laissé à Porto Novo son nom à une place.

## Retour en France
Il est mis à la retraite à son retour en France notamment à la suite de divergences sur la conduite des opérations militaires, mais aussi à la suite de maladies.
Il est élu conseiller général des Bouches-du-Rhône en 1898 et sénateur en 1903. Inscrit au groupe de la Gauche démocratique, il participe aux discussions sur les questions coloniales. Il meurt en 1905.

## Décorations
- Officier de la Légion d'honneur (1889)[3]

## Publications
- Quelques considérations cliniques sur deux cas de dégénérescence cystoïde des reins observés a l'Hôpital maritime de Toulon (1874).
- Voyage en Sénégambie. Haut-Niger, Bambouck, Fouta-Djallon et Grand-Bélédougou, 1880-1885 (1888).
- Les Dahoméens au Champ de Mars (Palais des Arts libéraux), mœurs et coutumes, exposition d'ethnographie coloniale (1893).